# Hôtel de préfecture de la Haute-Loire
L'hôtel de préfecture de la Haute-Loire est un bâtiment situé au Puy-en-Velay, en France. Il sert de préfecture au département de la Haute-Loire.

## Localisation
L'édifice est situé dans le département français de la Haute-Loire, sur la commune du Puy-en-Velay.

## Historique
L'hôtel de préfecture est installé depuis l'origine au Puy-en-Velay, chef-lieu du Velay depuis le Moyen Âge.
La résidence du préfet, initialement installée dans un hôtel particulier de la Ville haute, l'Hôtel de Polignac, fut transférée en 1825 dans un hôtel spécialement construit à cet effet place du Breuil.
Bâti sur les plans de l'architecte parisien Amable Macquet (1790-1840), l'édifice de style néo-classique n'a que peu été modifié depuis lors, si l'on excepte la surélévation des combles intervenue par la suite.
En décembre 2018, lors de l'Acte 3 du mouvement des Gilets jaunes, des affrontements avec la police dégénèrent. Certains manifestants sont gazés avec des gaz lacrymogènes ; des cocktail Molotov lancés sur la préfecture provoquent un incendie dans le bâtiment. Le préfet accuse les manifestants d'avoir empêché les pompiers d'y accéder,.